# تپه چیاخنجر ۲
تپه چیاخنجر ۲ مربوط به دوره اشکانیان - دوره ساسانیان - سده‌های ۴–۶ دوران‌های تاریخی پس از اسلام است و در شهرستان کوهدشت، بخش کونانی، ۱۵۰ متری جنوب شرق مرکز آموزش جهاد کشاورزی شهر کونانی واقع شده و این اثر در تاریخ ۲۸ اسفند ۱۳۸۵ با شمارهٔ ثبت ۱۸۳۱۰ به‌عنوان یکی از آثار ملی ایران به ثبت رسیده است.